# Oaksterdam
Oaksterdam ist ein Bezirk in Downtown Oakland, Kalifornien, in dem auf vielfältige Weise mit Cannabis als Arzneimittel gehandelt und gearbeitet wird. Das Wort Oaksterdam ist ein Kofferwort zusammengesetzt aus Oakland und Amsterdam.
Cannabis wird in einer Vielzahl preiswerter Angebote rauch- und essbar in Cafés, Clubs und Patienteneinrichtungen angeboten. Oaksterdam liegt am Nordende von Downtown Oakland zwischen der Lakeside und dem Financial District. Es ist grob begrenzt durch die 14th Street im Südwesten, die Harrison Street im Südosten, die 19th Street im Nordosten und die Telegraph Avenue im Nordwesten.
Eine der wichtigsten Einrichtungen in der neighborhood ist die vom Aktivisten Richard Lee präsidierte Oaksterdam University, die die wissenschaftliche Begleitung bietet. 